# Oreste Edmundo Pereyra
Oreste Edmundo Pereyra (La Banda, Argentina; 22 de octubre de 1933-La Banda, Argentina; 2 de octubre de 2019) fue un escritor y docente argentino. Escribió poesía, cuento, novela y relato, así como manuales educativos de gran trascendencia en su provincia.

## Biografía
Oreste Pereyra, nació en La Banda, Santiago del Estero, el 22 de octubre de 1933. Primero, se tituló como Maestro Normal en la Escuela Normal José B. Gorostiaga, y luego se recibió como profesor de Filosofía y Pedagogía, trabajando en escuelas del interior de su provincia hasta ascender como Vicerrector de la Escuela N°677 José de San Martín. Asimismo, fue parte del Tribunal de Disciplina del Consejo General de Educación como vocal y luego presidente, creó la Escuela de Perfeccionamiento Docente, fue subsecretario de Educación y Cultura Municipal de La Banda, y se desempeñó como catedrático de nivel secundario y terciario, y ad-honorem en la Escuela Superior de Periodismo "Mariano Moreno".
Dedicando su vida, además, a la literatura, su libro "Manual Suplementario para Cuarto Grado de Santiago del Estero" fue publicado por la Editorial Estrada en 1967. También publicó desde entonces numerosos libros de narrativa, obteniendo premios y distinciones en diferentes concursos literarios.
Debido a su trayectoria y aporte a la cultura, fue declarado "Ciudadano Ilustre de la Ciudad de La Banda" y "Ciudadano Sanmartiniano". Por último, en 2018, fue distinguido como "Doctor Honoris Causa" por la Universidad Nacional de Santiago del Estero (UNSE).
El 2 de octubre de 2019, a los 85 años de edad, falleció en su ciudad natal por complicaciones en su estado de salud, siendo despedido con varios homenajes.

## Obras destacadas
La bibliografía de Oreste Pereyra, abarca tanto materiales educativos, como obras de teatro, cuentos, poemas, relatos y novelas.
- Manual Suplementario para Cuarto Grado de Santiago del Estero
- Nochebuena
- Ha nacido el Niño
- La Ciudad Perdida
- El Diablo se marchó
- La breve historia de José Eusebio Bustos
- Santiaguito
- Santiaguito y sus amigos
- Manual de Santiago del Estero
- Al paso de los años: Centurias en la Madre de Ciudades[6]